# Grimoaldo I
Grimoaldo I, detto il Vecchio (... – Parigi, 657/661), fu Maggiordomo di palazzo del regno di Austrasia sotto il regno di Sigeberto III, dal 643 al 656 e poi reggente per suo figlio, Childeberto, in nome del quale aveva usurpato il trono nel 656.

## Origine
Era l'unico figlio maschio di Pipino di Landen, figlio di Carlomanno, maggiordomo di palazzo in Neustria per il re Clotario II, e di sua moglie Itta (o Idulberga). Sia i genitori che le sue due sorelle Begga e Gertrude sono venerati come santi dalla Chiesa cattolica.

## Biografia
Viene citato negli Annales Xantenses, alla morte di suo padre.
Nel 640, alla morte del padre, che aveva fatto della sua famiglia la più potente del regno dei Franchi, anche per il matrimonio di Begga con Ansegiso, il figlio del vescovo di Metz, Arnolfo, (da questo matrimonio discese la dinastia dei Carolingi con la nascita di Pipino di Herstal, bisavolo di Carlo Magno), secondo l'anonimo cronista dell'VIII secolo del Liber Historiæ Francorum, Grimoaldo successe al padre come maggiordomo di Austrasia, mentre invece il cronista Fredegario scrive che la carica venne assegnata ad Otto, figlio di Urone che era stato domestico di re Dagoberto I e che aveva allevato il nuove re dei Franchi di'Austrasia, Sigeberto III, nonostante Clotario II avesse riconosciuto l'ereditarietà di tale carica con l'Editto di Parigi del 614. Grimoaldo assieme all'amico, Cuniberto, arcivescovo di Colonia, studiò il modo di fare decadere dalla carica Otto per prendere il posto che era già stato di suo padre.
Comunque si guadagnò la fiducia di Sigeberto III, combattendo con lui contro il margravio di Turingia Radulfo, che era insorto nel 641. Durante la battaglia, ebbe anche modo di salvargli la vita.
Riuscì a farsi nominare Maggiordomo di palazzo d'Austrasia, nel 643, dopo che Otto era stato ucciso da un gruppo di suoi partigiani, guidati dal re degli Alamanni, Leutario.
Come il padre Pipino, riuscì ad avere nelle sue mani tutto il poteresostituendosi nel governo allo stesso re Sigeberto, che divenne uno dei re fannulloni: essendo Sigeberto ancora privo di eredi, riuscì addirittura a fargli adottare suo figlio Childeberto e a farlo nominare suo erede al trono.
Poco dopo (attorno al 652) il re ebbe un figlio dalla moglie Inechilde, Dagoberto II, che quando suo padre Sigeberto morì (656) fu fatto tonsurare da Grimoaldo e fu inviato in un monastero scozzese, e nello stesso tempo, Grimoaldo proclamò re suo figlio, Childeberto, detto l'Adottato. 
La nobiltà d'Austrasia si ribellò a Grimoaldo, lo combatté e lo catturò, quindi lo consegnò al sovrano di Neustria, Clodoveo II, che lo mise in carcere a Parigi e, per aver perseguitato il suo sovrano, fu condannato a morte e fatto morire sotto tortura.
Giustiziato l'usurpatore, Clodoveo II annesse il regno d'Austrasia, che tornò autonomo nel 676, quando venne reinsediato Dagoberto II.
Childeberto avrebbe continuato a regnare, anche dopo la cattura del padre; secondo alcune fonti sarebbe stato Ercinoaldo, maggiordomo di Austrasia sotto Clodoveo II, a farlo uccidere nel 657; per altre, l'usurpatore venne deposto e fatto giustiziare da Ebroino, maggiordomo di Clotario III, nel 662.

## Matrimoni e discendenza
Grimoaldo aveva una moglie, della quale non si conoscono né il nome né gli ascendenti, che gli diede due figli:
- Childeberto (?-662), che fu re (usurpatore) dei franchi d'Austrasia, nel 656;
- Vulfetrude (ca. 640-669), che fu badessa, dopo la zia Gertrude, del monastero di Nivelles, fondato da sua nonna Itta.

### Fonti primarie
- (LA)  Fredegario, FREDEGARII SCHOLASTICI CHRONICUM CUM SUIS CONTINUATORIBUS, SIVE APPENDIX AD SANCTI GREGORII EPISCOPI TURONENSIS HISTORIAM FRANCORUM.
- (LA)  Annales Xantenses.
- (LA)  Annales Marbacenses.

### Letteratura storiografica
- Christian Pfister, La Gallia sotto i Franchi merovingi. Vicende storiche, in Storia del mondo medievale - Vol. I, Cambridge, Cambridge University Press, 1978,  pp. 688-711.
- Grimoaldo, in Treccani.it – Enciclopedie on line, Roma, Istituto dell'Enciclopedia Italiana.